# Franziska Rochat-Moser
Franziska Rochat-Moser   (Herzogenbuchsee, 17 d'agost de 1966 - Lausana, 7 de març de 2002) va ser una corredora de fons de Suïssa, que va representar el seu país en les curses de marató de dos Jocs Olímpics d'Estiu consecutius (1992 i 1996). Va guanyar la Marató de Nova York de 1997.
Moser estava casada amb Philippe Rochat, reconegut xef i propietari d'un destacat restaurant francès. Va morir a causa d'una allau mentre feia esquí de muntanya a la zona de Diablerets (Alps suïssos).

## Carrera esportiva
| Representant Suïssa | Representant Suïssa                   | Representant Suïssa | Representant Suïssa | Representant Suïssa | Representant Suïssa |
| Any                 | Competició                            | Lloc                | Posició             | Esport              | Registre (h:m:s)    |
| ------------------- | ------------------------------------- | ------------------- | ------------------- | ------------------- | ------------------- |
| 1991                | Campionat del Món d'atletisme de 1991 | Tòquio              | 17a                 | Marató              | 2:44:07             |
| 1992                | Jocs Olímpics d'Estiu de 1992         | Barcelona           | —                   | Marató              | (retirada)          |
| 1993                | Marató de Lausana                     | Lausana             | 1a                  | Marató              | 2:42:06             |
| 1994                | Marató de Frankfurt                   | Frankfurt           | 1a                  | Marató              | 2:27:44             |
| 1996                | Jocs Olímpics d'Estiu de 1996         | Atlanta, Georgia    | 18a                 | Marató              | 2:34:48             |
| 1997                | Campionat del Món d'atletisme de 1997 | Atenes              | 8a                  | Marató              | 2:36:16             |
| 1997                | Marató de la Jungfrau                 | Interlaken          | 1a                  | Marató              | 3:22:49             |
| 1997                | Marató de Nova York                   | Nova York           | 1a                  | Marató              | 2:28:43             |
| 1999                | Marató de Boston                      | Boston              | 2a                  | Marató              | 2:25:51             |